# 宮本正太郎
宮本 正太郎（みやもと しょうたろう、1912年12月1日 - 1992年5月11日）は、日本の天文学者。荒木俊馬の弟子の一人で、惑星気象学の開拓者として有名。広島県出身。

## 略歴
- 1933年：姫路高等学校 (旧制)を卒業。
- 1936年：京都帝国大学理学部宇宙物理学科を卒業し、同大学の講師となる。
- 1943年2月: 学位論文「電離理論による遊星状星雲の研究」により、理学博士（京都大学）[2]。
- 1943年7月：同大学助教授に昇任。
- 1948年：同大学教授に就任。
- 1958年：京都大学附属花山天文台長に就任。
- 1976年3月：定年退官。
- 1992年：79歳で没した。
- 2007年：火星の大型クレーター、宮本正太郎博士に因みMiyamotoと命名

## 業績
- 中性子星の研究（1941年）は数少ない先駆的業績
- 世界で初めて太陽のコロナが100万Kであることを立証した（1942年）。

## 著書

### 単著
- 『初等天文学論　再版』（恒星社厚生閣　1949年）
- 『天文学總論』（丸善　1951年）
- 『星の観測と研究』（三省堂　理科文庫　1951年）
- 『初等天文学』（朝倉書房　1953年）
- 『地学教育講座』（福村書店　1955年）
- 『天文学概論』（朝倉書房　1956年）
- 『宇宙の構成』（六月社 1958年、1979年講談社学術文庫に収録）
- 『概論天文学』（地人書館　1963年）
- 『宇宙とは何か』（講談社　ブルーバックス　1967年）
- 『宇宙科学入門』（朝倉書房　1970年）
- 『宇宙：天体と気象』（学習研究社　学習の図鑑　1971年）
- 『星と話そう』（PHP研究所　1973年）
- 『火星観測のテクニック・ことしは火星観測のチャンス』（地人書館　天文と気象臨時増刊　1973年）
- 『惑星と生命』（講談社　ブルーバックス　1975年）
- 『惑星をたずねて』（誠文堂新光社　1977年）
- 『宇宙についての基礎知識』（講談社　1977年）
- 『惑星』（駸々堂出版　1978年）
- 『火星：赤い惑星の正体』（東海大学出版会　1978年）
- 『天文学とともに』（駸々堂出版　1980年）
- 『惑星学入門』（東海大学出版会　東海科学選書　1980年）
- 『宇宙百景』（東海大学出版会　東海科学選書　1981年）
- 『星座と共に』（京都コンピュータ学院　1982年）
- 『太陽系の宇宙』（京都コンピュータ学院　1983年）
- 『宇宙』
- 『星と語ろう』
- 『星座物語』（日本放送出版協会　1976年）
- 『火星への旅：バイキング号の記録』（駸々堂書店　1977年）
- 『誤差論及び計算法』（宇宙物理研究会　1949年）

### 共著
- 『宇宙物理学』（東亜出版社　現代物理學体系　1949年）
- 『惑星をめぐる』（地人書館　目で見る天文ブック　1971年）
- 『月をひらく』（地人書館　目で見る天文ブック　1972年）
- 『物理質問箱』、築地卓司、宮本正太郎、飯田睦次郎（講談社　ブルーバックス　1976年）
- 『太陽系45億年の旅』（岩崎賀都彰との共著　講談社　ブルーバックス　1982年）

### 編著
- 『天体写真集：宇宙の姿』（朝倉書店　1971年）

### 訳書
- 『月』（パトリック・ムーア著　地人書館　1965年）

### 監修書
- 『天球と太陽系』（福村書店　地学教育講座　1955年）